# (7327) Crawford
Pour les articles homonymes, voir Crawford.
(7327) Crawford est un astéroïde de la ceinture principale.

## Description
(7327) Crawford est un astéroïde de la ceinture principale. Il fut découvert le 6 septembre 1983 à la station Anderson Mesa par Edward L. G. Bowell. Il présente une orbite caractérisée par un demi-grand axe de 2,20 UA, une excentricité de 0,19 et une inclinaison de 3,9° par rapport à l'écliptique.

## Compléments